# Церква Різдва Пресвятої Богородиці (Шили)
Церква Різдва Пресвятої Богородиці в Шилах — парафія і храм Лановецького благочиння Тернопільської єпархії Православної церкви України в селі Шили Тернопільського району Тернопільської области.
Оголошена пам'яткою архітектури місцевого значення.

## Історія церкви
Кам'яну церкву Різдва Пресвятої Богородиці збудували у 1873 році. Вона була двокупольною, у формі хреста, а при вході знаходилася дзвіниця.
З часом стіни храму дали тріщини, і один із куполів обвалився. Майстер Туріян виготовив новий, полегшений дерев'яний купол, щоб відновити церкву.
За роки незалежності України храм став центром духовного відродження. У громаді організовуються паломницькі поїздки до святих місць, а також активізувалася робота церковного хору.

## Парохи
- о. Ієроель Гаськевич,
- о. Єлісей Пінський (з 1894),
- о. Аереску,
- о. Сергій Лібацький,
- о. Федір Кострицький,
- о. Цокало,
- о. Гива,
- о. Галета,
- о. Кузьма Кучер (50-і-80-і роки XX століття),
- о. Богдан Яремчук,
- о. Іван Пивоварчук (90-і роки XX століття),
- о. Петро Рожаловський,
- о. Петро Кучер (з 2001).